# 新加坡國家男子籃球隊
新加坡國家男子籃球隊（英語：Singapore national basketball team）是代表新加坡的男子籃球國家代表隊。

## 歷史
1956年，新加坡國家男子籃球隊获得了参加夏季奥运会的资格。
1979年，首次獲得東南亞運動會的銅牌。
2013年，睽違34年才再次獲得東南亞運動會的銅牌。

## 外部連結
- 新加坡國家男子籃球隊 （页面存档备份，存于） - 官方網站
- singaporeslingers.com （页面存档备份，存于）
- 新加坡籃球協會 （页面存档备份，存于）